# Roy F. Overbaugh
Roy F. Overbaugh (Chicago, 14 novembre 1882 – Los Angeles, 6 febbraio 1966) è stato un direttore della fotografia statunitense.

## Biografia
Figlio di Ella Ann Field e Edgar M. Overbaugh, cominciò a lavorare nel cinema negli anni dieci. Intorno al 1917, lavorò per la Triangle e per la Norma Talmadge Film Corporation. In seguito lavorò per la Realart Pictures Corporation (circa 1920), Famous Players-Lasky Corporation (dal 1920 al 1922), Famous Players-Lasky British Producers, Limited (circa 1922), Inspiration Pictures, Incorporated (1923-1924), Richard Barthelmess Productions (1925) e British National Pictures, Limited (1926). Il suo lavoro più noto resta senz'altro il Dr. Jekyll e Mr. Hyde del 1920 che aveva come protagonista John Barrymore.

## Filmografia
- The Wooers of Mountain Kate, regia di Allan Dwan - cortometraggio (1912)
- Tom Blake's Redemption, regia di Albert W. Hale e Lorimer Johnston - cortometraggio (1913)
- The Adventures of Jacques, regia di Lorimer Johnston - cortometraggio (1913)
- The Envoy Extraordinary, regia di Lorimer Johnston (1914)
- The Birth of Emotion, regia di Henry Otto - cortometraggio (1915)
- Panthea, regia di Allan Dwan (1917)
- Her Father's Keeper, regia di Arthur Rosson e Dick Rosson (Richard Rosson) (1917)
- The Man Who Made Good, regia di Arthur Rosson (1917)
- American - That's All, regia di Arthur Rosson (1917)
- Grafters, regia di Arthur Rosson (1917)
- Cassidy, regia di Arthur Rosson (1917)
- A Case at Law, regia di Arthur Rosson (1917)
- All'attacco (On the Jump), regia di R.A. Walsh (Raoul Walsh) (1918)
- Il bastardo prussiano (The Prussian Cur), regia di R.A. Walsh (1918)
- The Misleading Widow, regia di John S. Robertson (1919)
- Erstwhile Susan, regia di John S. Robertson (1919)
- Wanted: A Husband, regia di Lawrence C. Windom (1919)
- Dr. Jekyll e Mr. Hyde, regia di John S. Robertson (1920)
- A Dark Lantern, regia di John S. Robertson (1920)
- Away Goes Prudence, regia di John S. Robertson (1920)
- 39 East, regia di John S. Robertson (1920)
- Sentimental Tommy, regia di John S. Robertson (1921)
- The Magic Cup, regia di John S. Robertson (1921)
- Footlights, regia di John S. Robertson (1921)
- Love's Boomerang, regia di John S. Robertson (1922)
- The Spanish Jade, regia di John S. Robertson (1922)
- The Man from Home, regia di George Fitzmaurice (1922)
- The Bond Boy, regia di Henry King (1922)
- Women Men Marry, regia di Edward Dillon (1922)
- Fury, regia di Henry King (1923)
- La suora bianca (The White Sister), regia di Henry King (1923)
- Classmates, regia di John S. Robertson (1924)
- Romola, regia di Henry King (1924)
- New Toys, regia di John S. Robertson (1925)
- Soul-Fire, regia di John S. Robertson (1925)
- Shore Leave, regia di John S. Robertson (1925)
- The Beautiful City, regia di Kenneth S. Webb (1925)
- Nell Gwyn, regia di Herbert Wilcox (1926)
- Confetti, regia di Grahame Lutts (1928)
- The Return of the Rat, regia di Graham Cutts (1929)
- Wolves, regia di Albert de Courville (1930)
- La mongolfiera della morte (Young Desire), regia di Lew Collins (1930)
- What Men Want, regia di Ernst Laemmle (1930)
- Little Accident
- Gli uomini della notte (Outside the Law), regia di Tod Browning (1930)
- Madame Guillotine, regia di Reginald Fogwell (1931)
- Penrod and Sam, regia di William Beaudine (1931)
- Riot Squad
- The Solitaire Man, regia di Jack Conway (1933)
- Together We Live, regia di Willard Mack (1935)